# Эскадренные миноносцы типа «Татра»
Эскадренные миноносцы типа «Татра» входили в состав Военно-морских сил Австро-Венгрии в период Первой мировой войны и в последние предвоенные годы. Всего на венгерском предприятии Ganz-Danubius в Порто-Ре (на территории нынешней Хорватии) было построено 6 единиц. Лучшие эсминцы австрийского флота, единственные австрийские эсминцы с паровыми турбинами и котлами с угольным и нефтяным отоплением. В годы войны погибло два корабля, остальные были переданы по репарациям Италии. Развитием эсминцев данного типа стали 4 корабля типа «Эрзац Татра», вошедшие в состав флота в самом конце войны.

## История проектирования, строительства и службы
В мае 1910 года командованием ВМС Австро-Венгрии был объявлен тендер на строительство шести 800-тонных эскадренных миноносцев с паротурбинной энергетической установкой, способных достигать скорости 32,5 узла. В конкурсе участвовали несколько фирм, как австро-венгерских, так и зарубежных (в частности, AG Vulcan Stettin). Однако, в конце концов, во многом по политическим причинам, выбор пал на венгерское предприятие Danubius. Все 6 кораблей были построены на верфи этой фирмы в Порто-Ре (ныне Кральевица в Хорватии). На испытаниях «Триглав» при мощности 22 967 л. с. показал скорость 32,8 узла.
Эсминцы типа «Татра» активно использовались в боевых действиях на Адриатическом театре военных действий на протяжении Первой мировой войны.
«Чепель», «Татра» и «Лика» 24 мая 1915 года совместно с крейсером «Гельголанд» участвовали в потоплении итальянского эсминца «Турбине».
«Лика» 23 ноября 1915 года уничтожила итальянскую вооруженную шхуну «Галлинара».
29 декабря 1915 года «Лика» и «Триглав» погибли на минах вблизи побережья Албании, впоследствии два эсминца типа «Эрзац Татра» получили их имена.
«Чепель» и «Балатон» 15 мая 1917 года потопили итальянский эсминец «Бореа».
После войны оставшиеся корабли были переданы Италии, где служили в течение 1920-х — 1930-х годов.

## Список кораблей типа[3]
| Название                | Верфь-строитель         | Закладка        | Спуск на воду   | Принятие на вооружение | Вывод из состава флота/гибель | Судьба                                                                         |
| ----------------------- | ----------------------- | --------------- | --------------- | ---------------------- | ----------------------------- | ------------------------------------------------------------------------------ |
| SMS Tátra («Татра»)     | Ganz-Danubius, Порто-Ре | 19 октября 1911 | 4 ноября 1912   | 18 октября 1913        | 1918 (ВМС Австро-Венгрии)     | Передан Италии («Фасана»), исключён в 1923                                     |
| SMS Balaton («Балатон») | Ganz-Danubius, Порто-Ре | 6 ноября 1911   | 16 ноября 1912  | 3 ноября 1913          | 1918 (ВМС Австро-Венгрии)     | Передан Италии («Ценсон»), исключён в 1923                                     |
| SMS Csepel («Чепель»)   | Ganz-Danubius, Порто-Ре | 9 января 1912   | 30 декабря 1912 | 29 декабря 1913        | 1918 (ВМС Австро-Венгрии)     | Передан Италии («Муджа»), 25 марта 1929 погиб во время тайфуна у берегов Китая |
| SMS Lika («Лика»)       | Ganz-Danubius, Порто-Ре | 30 апреля 1912  | 15 марта 1913   | июль 1914              | 29 декабря 1915               | Погиб на мине вблизи побережья Албании                                         |
| SMS Triglav («Триглав») | Ganz-Danubius, Порто-Ре | 1 августа 1912  | 22 декабря 1913 | июль 1914              | 29 декабря 1915               | Погиб на мине вблизи побережья Албании                                         |
| SMS Orjen («Орьен»)     | Ganz-Danubius, Порто-Ре | 4 сентября 1912 | 26 августа 1913 | июль 1914              | 1918 (ВМС Австро-Венгрии)     | Передан Италии («Пола», с 1931 «Ценсон»), исключён в 1937                      |